# بوریسوفکا (شهرستان شارانسکی، باشقیرستان)
بوریسوفکا (انگلیسی: Borisovka, Sharansky District, Republic of Bashkortostan) یک شهرک در شهرستان شارانسکی استان باشقیرستان کشور روسیه است.